# Liga Mexicana de Béisbol 1950
La Temporada 1950 de la Liga Mexicana de Béisbol fue la edición número 26. Se mantienen los mismos 8 equipos de la campaña anterior. Sigue el sistema de competencia con un rol dividido en dos vueltas de 42 juegos cada una, el equipo ganador de la primera vuelta se enfrentaba al ganador de la segunda vuelta en una Serie Final para determinar al equipo campeón de la liga. 
El Unión Laguna de Torreón obtuvo el segundo campeonato de su historia al derrotar en 6 juegos a los Charros de Jalisco. El mánager campeón fue Guillermo Garibay.

## Equipos participantes
| Liga Mexicana de Béisbol 1950 |           |                                  |                       |
| Equipo                        | Fundación | Ciudad                           | Estadio               |
| Azules de Veracruz            | 1940      | México, D. F.                    | Delta                 |
| Charros de Jalisco            | 1946      | Guadalajara, Jalisco             | Municipal             |
| Diablos Rojos del México      | 1940      | México, D. F.                    | Delta                 |
| Rojos del Águila de Veracruz  | 1903      | Veracruz, Veracruz               | Deportivo Veracruzano |
| Sultanes de Monterrey         | 1939      | Monterrey, Nuevo León            | Cuauhtémoc            |
| Tecolotes de Nuevo Laredo     | 1940      | Nuevo Laredo, Tamaulipas         | La Junta              |
| Tuneros de San Luis           | 1926      | San Luis Potosí, San Luis Potosí | 20 de Noviembre       |
| Unión Laguna de Torreón       | 1940      | Torreón, Coahuila                | Revolución            |

## Posiciones

### Primera Vuelta
| Liga Mexicana de Béisbol | Liga Mexicana de Béisbol | Liga Mexicana de Béisbol | Liga Mexicana de Béisbol | Liga Mexicana de Béisbol |
| Equipo                   | JG                       | JP                       | PCT                      | JV                       |
| ------------------------ | ------------------------ | ------------------------ | ------------------------ | ------------------------ |
| Torreón                  | 28                       | 14                       | .667                     | -                        |
| Monterrey                | 26                       | 16                       | .619                     | 2.0                      |
| Jalisco                  | 24                       | 18                       | .571                     | 4.0                      |
| Águila                   | 22                       | 20                       | .524                     | 6.0                      |
| San Luis                 | 21                       | 21                       | .500                     | 7.0                      |
| Veracruz                 | 18                       | 24                       | .429                     | 10.0                     |
| México                   | 15                       | 27                       | .357                     | 13.0                     |
| Nuevo Laredo             | 14                       | 28                       | .333                     | 14.0                     |

| Ganador de la Primera Vuelta |

### Segunda Vuelta
| Liga Mexicana de Béisbol | Liga Mexicana de Béisbol | Liga Mexicana de Béisbol | Liga Mexicana de Béisbol | Liga Mexicana de Béisbol |
| Equipo                   | JG                       | JP                       | PCT                      | JV                       |
| ------------------------ | ------------------------ | ------------------------ | ------------------------ | ------------------------ |
| Jalisco                  | 26                       | 16                       | .619                     | -                        |
| México                   | 23                       | 19                       | .548                     | 3.0                      |
| Águila                   | 23                       | 19                       | .548                     | 3.0                      |
| San Luis                 | 22                       | 20                       | .524                     | 4.0                      |
| Monterrey                | 21                       | 21                       | .500                     | 5.0                      |
| Torreón                  | 20                       | 22                       | .476                     | 6.0                      |
| Nuevo Laredo             | 17                       | 25                       | .405                     | 9.0                      |
| Veracruz                 | 16                       | 26                       | .381                     | 10.0                     |

| Ganador de la Segunda Vuelta |

## Juego de Estrellas
El Juego de Estrellas de la LMB se realizó el 12 de septiembre en el Parque Delta en México, D. F. La selección de Extranjeros se impuso a la selección de Mexicanos 12 carreras a 6 en un encuentro que se redujo a 7 entradas y un tercio.

## Designaciones
Se designó como novato del año a Francisco "Panchillo" Ramírez de los Tuneros de San Luis.

## Acontecimientos relevantes
- 13 de agosto: Se dio una fenomenal bronca entre Adolfo Cabrera de los Charros de Jalisco y Ruffus Lewis de los Diablos Rojos del México en el Parque Delta. El primero fue alcanzado por un bolazo, en la octava entrada, y le asestó un batazo a su enemigo que lo hizo derribar, y Bill Wright hizo lo propio sobre la humanidad de Cabrera. Ambos jugadores fueron suspendidos.[3]